# Sidibébé
Sidibebe est une localité située dans le département de Seytenga de la province du Séno dans région Sahel au Burkina Faso.

## Santé et éducation
Sidibébé possède un centre de santé et de promotion sociale (CSPS) tandis que le centre hospitalier régional (CHR) se trouve à Dori.
Le village possède une école primaire publique.